# Tunisie aux Jeux paralympiques d'été de 2000
La Tunisie a participé aux Jeux paralympiques d'été de 2000 à Sydney (Australie). Elle est représentée par dix athlètes (deux femmes et huit hommes) et termine 27e avec onze médailles.

## Médaillés tunisiens

### Médailles d'or
| Sport              | Discipline                  | Sportifs         | Performance |
| Médailles d'or : 6 |                             |                  |             |
| Athlétisme         | 1 500 mètres T13 hommes     | Maher Bouallègue |             |
| Athlétisme         | 5 000 mètres T13 hommes     | Maher Bouallègue |             |
| Athlétisme         | 800 mètres T13 hommes       | Maher Bouallègue |             |
| Athlétisme         | Saut en hauteur F20 hommes  | Wissam Ben Bahri |             |
| Athlétisme         | Pentathlon P58 hommes       | Ali Ghribi       |             |
| Athlétisme         | Saut en longueur F37 hommes | Farès Hamdi      |             |

### Médailles d'argent
| Sport                  | Discipline                  | Sportifs             | Performance |
| Médailles d'argent : 4 |                             |                      |             |
| Athlétisme             | Saut en longueur F20 hommes | Wissam Ben Bahri     |             |
| Athlétisme             | Lancer du poids F20 hommes  | Mohamed Ali Fatnassi |             |
| Athlétisme             | Lancer du disque F58 femmes | Khadija Jaballah     |             |
| Athlétisme             | Lancer du poids F58 femmes  | Khadija Jaballah     |             |

### Médailles de bronze
| Sport                   | Discipline                  | Sportifs      | Performance |
| Médailles de bronze : 1 |                             |               |             |
| Athlétisme              | Lancer du disque F58 hommes | Tahar Lachheb |             |